# Hamayulus
Hamayulus é um gênero de insetos na ordem Orthoptera e família Tettigoniidae que ocorre na Mata Atlântica.
O gênero foi descrito em 2014, após revisão da subfamília Listroscelidinae, que analisou material depositado em coleções científicas e animais capturados em unidades de conservação da Mata Atlântica entre 2011 e 2012. A espécie-tipo é Hamayulus rufomaculatus, coletada em Porto Seguro, na Bahia, nos Parques Nacionais Serra do Descobrimento e Pau Brasil.
Com evidências genéticas do gene 18S também foi possível identificar a existência de outra espécie, Hamayulus sp., ainda não descrita por não terem sido encontradas fêmeas, apenas machos imaturos.

## Etimologia
O nome do gênero é derivado de Hamãy, considerada mãe da floresta e espírito protetor dos animais pelo povo Pataxó.